# Drosophila histrio
Drosophila histrio este o specie de muște din genul Drosophila, familia Drosophilidae, descrisă de Johann Wilhelm Meigen în anul 1830. Conform Catalogue of Life specia Drosophila histrio nu are subspecii cunoscute.